# Żydowski Fundusz Narodowy

Logo Żydowskiego Funduszu Narodowego

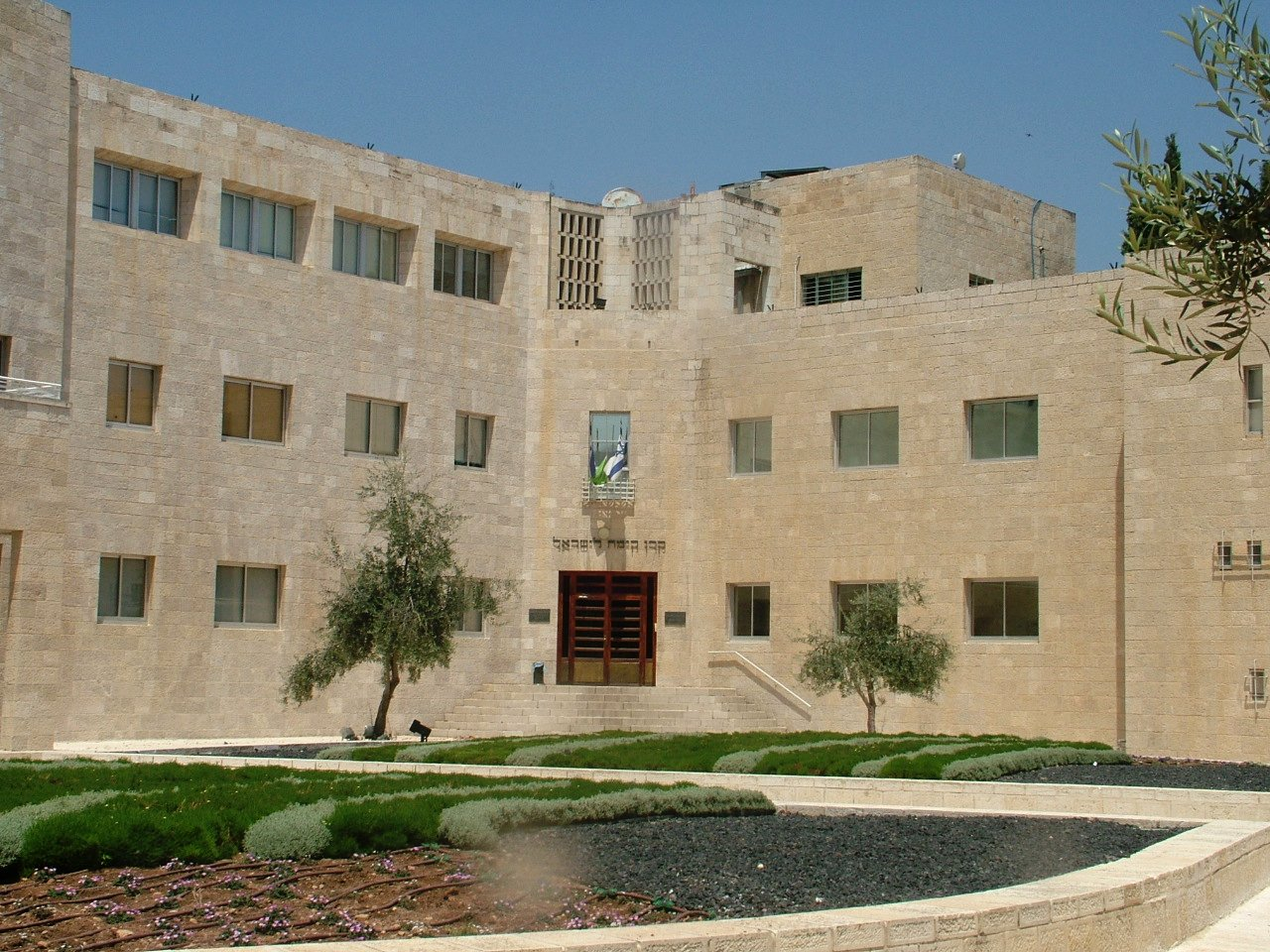
Siedziba Żydowskiego Funduszu Narodowego w Jerozolimie

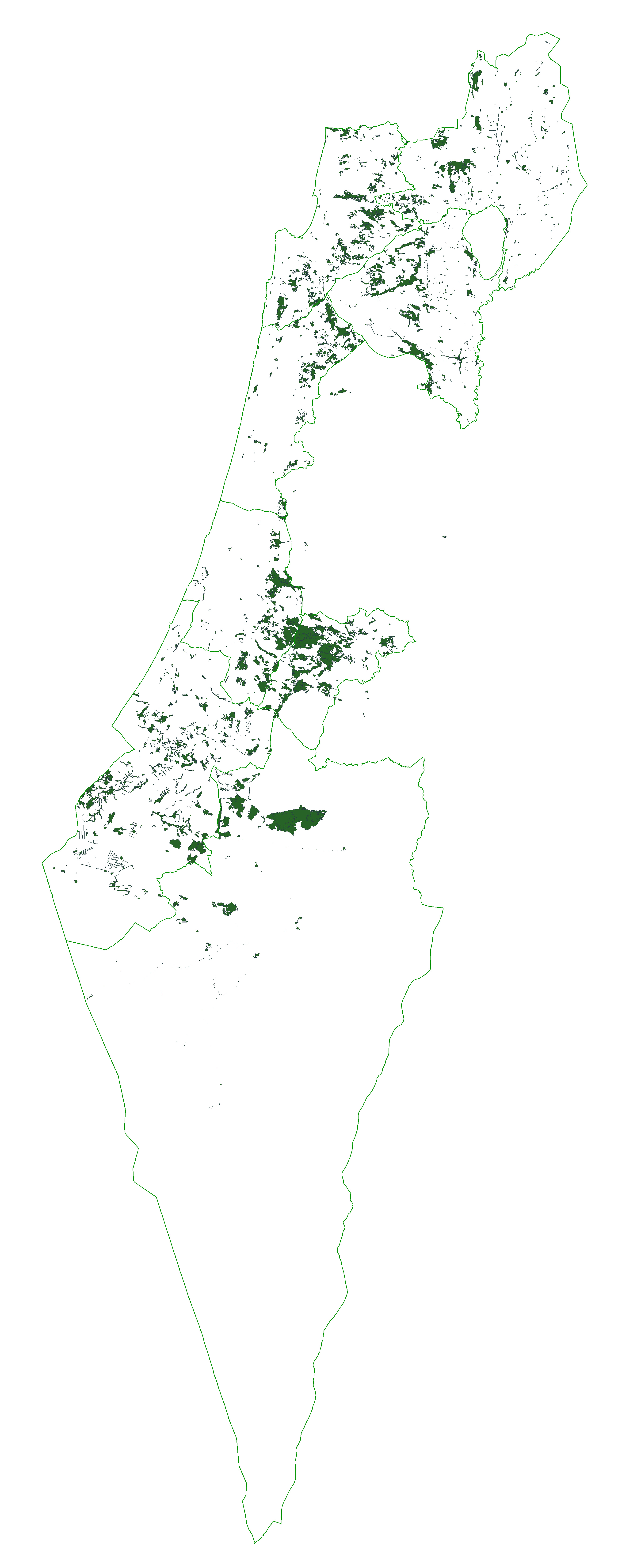
Mapa zasadzonych lasów w Izraelu autorstwa Żydowskiego Funduszu Narodowego

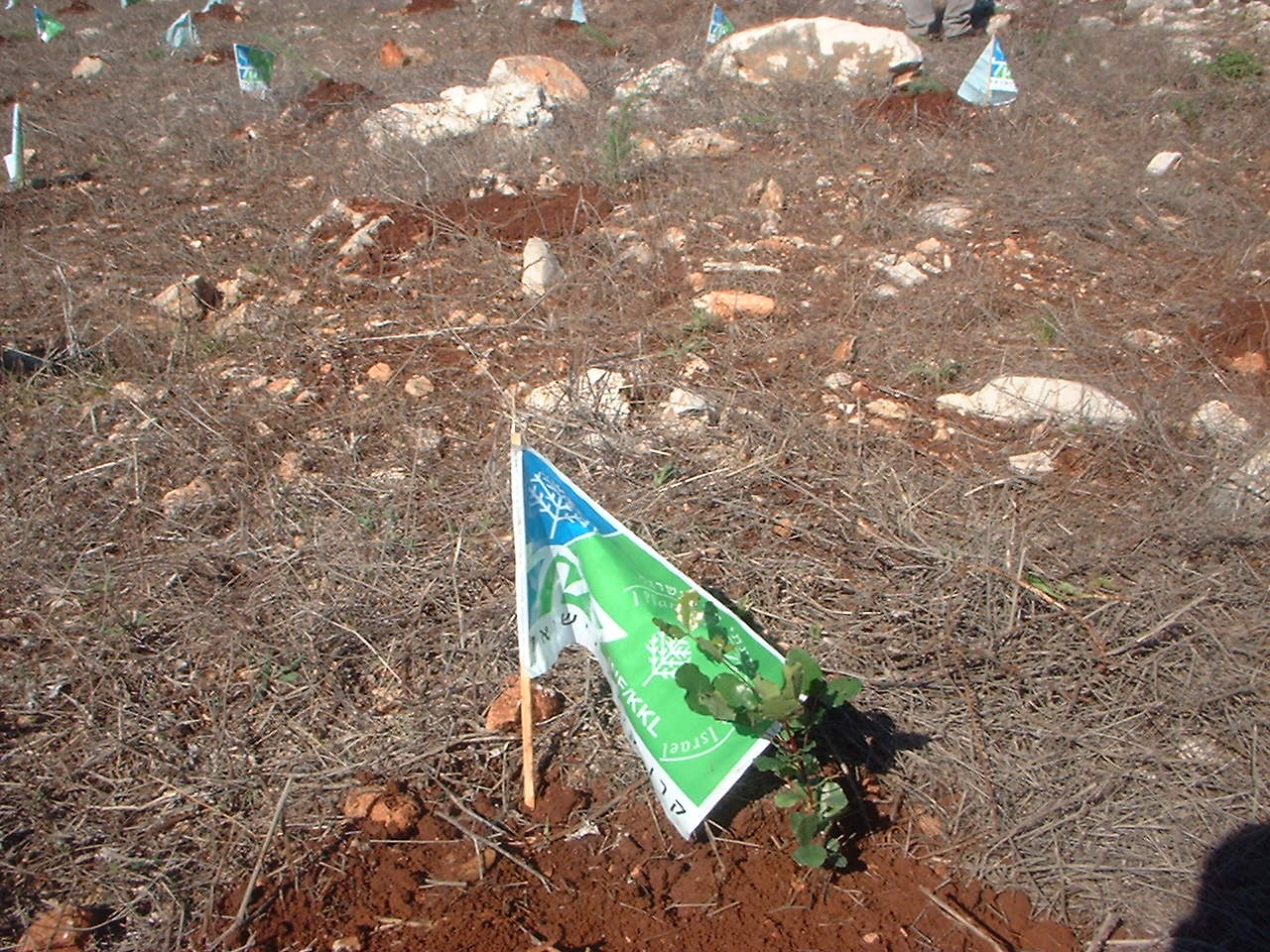
Nowo posadzone drzewko przez Żydowski Fundusz Narodowy

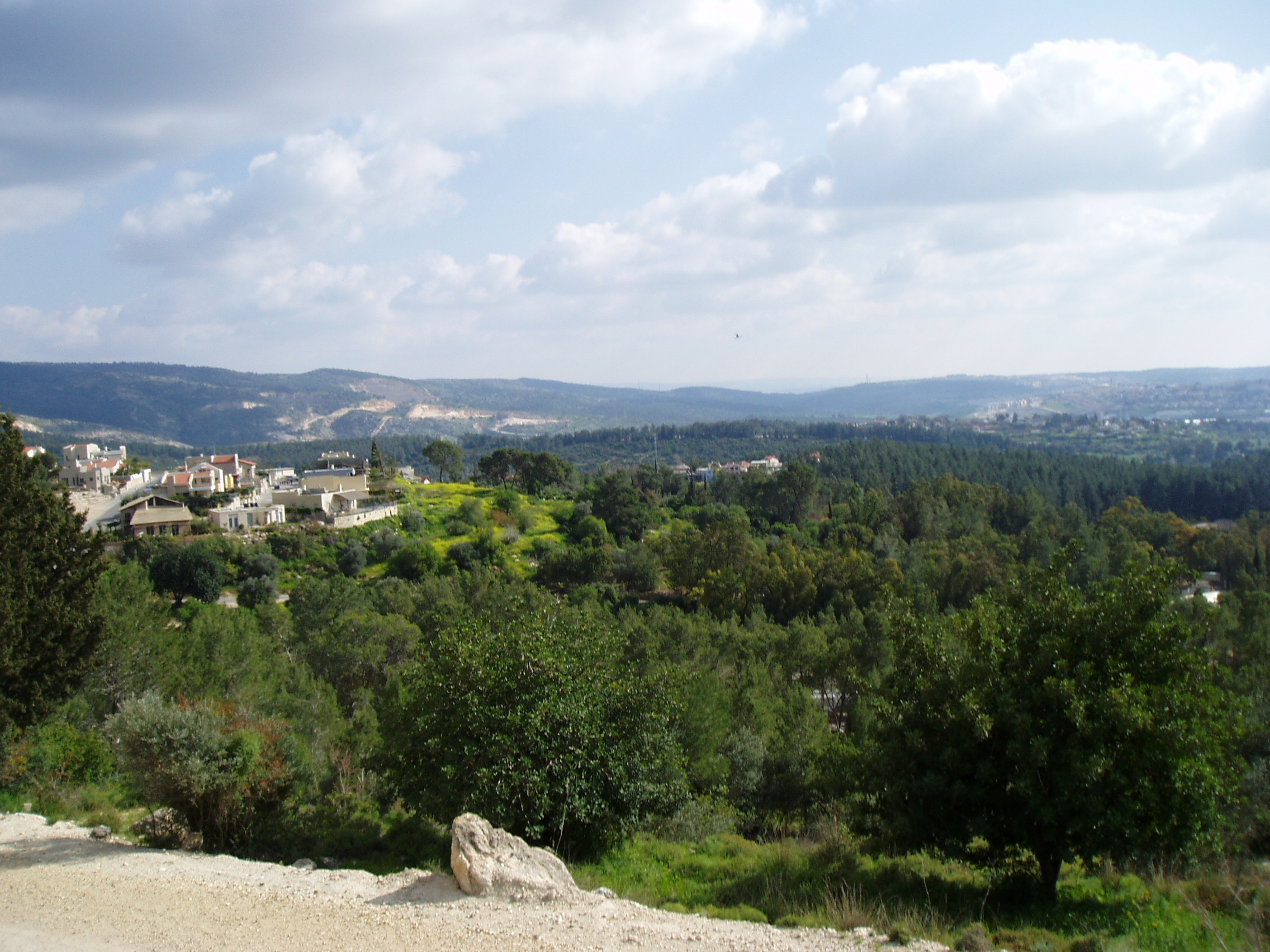
Las Esztaol, zasadzony przez Żydowski Fundusz Narodowy

Żydowski Fundusz Narodowy (Keren Kaj(j)emet le-Israel) – żydowska instytucja finansowa utworzona w 29 grudnia 1901 roku na V Kongresie Syjonistycznym w Bazylei (Szwajcaria). Fundusz gromadził środki finansowe na zakup ziemi oraz zasiedlenie Palestyny.
Początkowo Biuro Naczelne ŻFN mieściło się w Wiedniu, Kolonii, Hadze, a od 1922 roku – w Jerozolimie. Funduszem kierował dyrektoriat, w którym zasiadali przedstawiciele federacji syjonistycznych. W prace biura w latach 1912–1915 był zaangażowany m.in. Jakob Klatzkin.
Już od 1904 roku Fundusz nabywał ziemie w Palestynie. W 1909 roku Fundusz udzielił finansowego wsparcia przy budowie nowej osady na wydmach na północ od Jafy. Początkowo wybudowano 60 domów. Rok później osada otrzymała nazwę Tel Awiw.
W 1919 roku Fundusz kupił znaczne obszary bagien w dolinie Jezreel. Powstał tam jeden z pierwszych kibuców, znany jako Bet Alfa. Region doliny Jezreel stał się symbolem ruchu syjonistycznego.
W 1920 roku nowo powołana organizacja Keren ha-Jesod została zobowiązana do zgromadzenia 25 milionów funtów z przeznaczeniem na kolonizację żydowską w Palestynie. Suma ta miała być rozłożona na 5 lat, i stanowić około 20% wszystkich przychodów Żydowskiego Funduszu Narodowego.
W Polsce ŻFN działał od 1905 roku, o czym świadczą raporty żandarmerii rosyjskiej Guberni Warszawskiej. W okresie międzywojennym jako legalna instytucja zbierał środki w ponad 800 miejscowościach. Wydawano rocznik „Keren Kajemet le-Israel”. Stworzono Złotą Księgę Honorową, do której wpisywano osoby szczególnie zasłużone dla Funduszu. Po 1946 roku ŻFN wznowił działalność. W Łodzi utworzono Biuro Centralne. W 1947 roku, również w Łodzi odbył się I Krajowy Zjazd Działaczy. ŻFN obejmował swą działalnością 39 miast, głównie na Dolnym Śląsku. Zmieniła się zasada działania, zamiast datków zdecydowano się na system miesięcznych składek. Nie zaprzestano jednak zbiórek czy specjalnych akcji. Taką akcją było zebranie funduszy na utworzenie Lasu Męczenników Polski, poświęconego pamięci pomordowanych Żydów polskich. Oprócz działalności na rzecz wykupienia ziemi w Palestynie, ŻFN wspierał organizacje syjonistyczne, żydowskie partie polityczne i przekazywał środki na birchę, czyli nielegalną emigrację Żydów z Europy Wschodniej, po zakończeniu II wojny światowej. ŻFN reprezentował również obywateli polskich mieszkających w Izraelu w sprawach reprywatyzacji i przeprowadzania spraw spadkowych. Biuro Centralne w Polsce było upoważnione do zarządu i administrowania odzyskanymi majątkami i dysponowało wszelkimi prawami do nich, aż do czasu ich sprzedaży.
W grudniu 1948 Żydowski Fundusz Narodowy został postawiony w stan likwidacji. Proces zakończył się w 1950 roku.